# مهارة حركية دقيقة

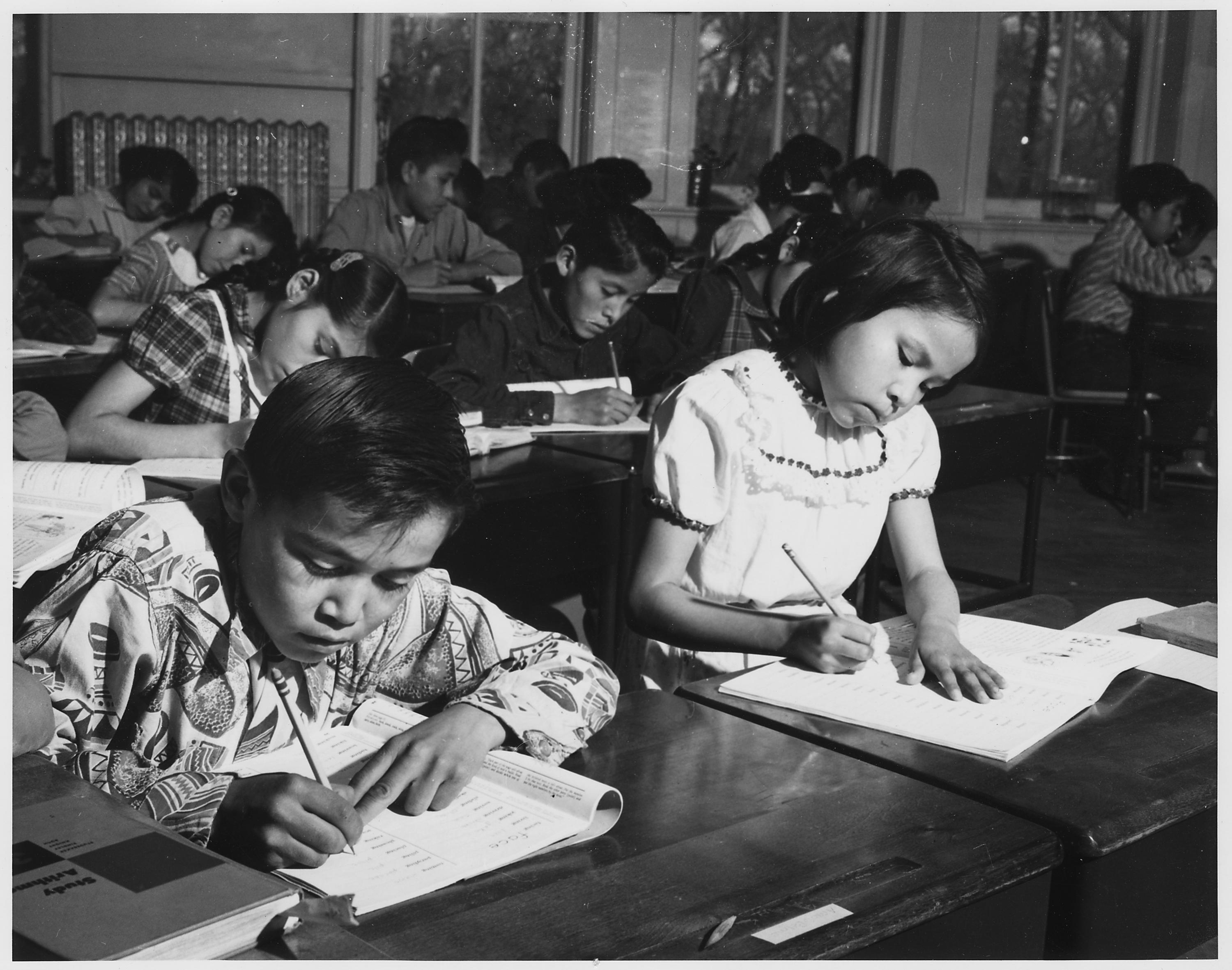
الكتابة هي مهارة حركية دقيقة لأنها تتطلب حركات دقيقة من اليد والأصابع.

مهارة حركية دقيقة أو الحِذق أو البراعة (بالإنجليزية: Fine motor skill)‏ هو التنسيق بين العضلات الصغيرة في حركات (عادةً ما تنطوي على تزامن اليدين والأصابع) مع العينين. يُمكن عزو المُستويات المُعقدة من البراعة اليدوية التي يُظهرها البشر إلى المهام التي يسيطر عليها الجهاز العصبي. تساعد المهارات الحركية الدقيقة في نمو الذكاء حيثُ تتطور باستمرار طوال مراحل النمو البشري.